# 格罗·米森伯克
格罗·米森伯克（德語：Gero Miesenböck，1965年7月15日—），奥地利神经科学家，牛津大学韦恩弗雷特生理学教授、神经回路和行为学中心主任，莫德林学院研究员。

## 生平
他从因斯布鲁克大学获医学博士学位并在詹姆斯·罗思曼指导下进行博士后研究。来牛津之前，他曾在纪念斯隆-凯特琳癌症中心和耶鲁大学任职。
米森伯克开创了现在被称为光遗传学的领域。他是第一个从遗传上修改神经细胞，以使它们的电活动可以被光控制的科学家。这涉及编码光敏感视蛋白的DNA的植入。米森伯克使用了类似的遗传修饰来繁殖动物。这些动物的脑包含集成到它们的神经通路中的光敏感的细胞，第一次表明了这些动物的行为可被远程控制。